# Esta noche fiesta (programa de televisión chileno)
Esta noche, fiesta fue un programa de televisión chileno emitido entre mayo de 1977 y finales de 1978 por Canal 13, con la dirección televisiva de Gonzalo Bertrán, la dirección musical del maestro Juan Azúa y la animación de César Antonio Santis. Era transmitido en directo desde el restaurante L'Etoile del Hotel Sheraton San Cristóbal de Santiago de Chile. Este programa significó el retorno en gloria y majestad de la dupla Bertrán-Santis, al mundo de los estelares tras su salida de Televisión Nacional de Chile en septiembre de 1975 luego de realizar el estelar Kukulina Show. 
Destacaba por presentar en su escenario a artistas de talla internacional en el mundo latinoamericano, como José Vélez, Chabuca Granda, Fernando de Madariaga, Mario Clavell, Emilio José o Trigo Limpio. Asimismo, famosos humoristas, como Coco Legrand en su rol del "Lolo Palanca". Además, se tenía por costumbre invitar a rostros televisivos de relevancia, no solo del propio canal, como Javier Miranda, sino que de canales de la competencia, como Raquel Argandoña y Juan Guillermo Vivado, de Canal 9.
El show fue un éxito de sintonía, siendo junto a Vamos a ver de Televisión Nacional de Chile, los primeros estelares en pasar a la era de la televisión en color en 1978; el primer capítulo de Esta noche, fiesta emitido en color se realizó el 14 de agosto de dicho año. Sin embargo en el segundo semestre de ese año fue derrotado estrechamente por la emisión en el canal estatal de la miniserie norteamericana Raíces, por lo que el estelar finalmente fue sacado del aire.
El escenario de Esta noche, fiesta, fue el primero en televisión chilena en mostrar una pareja bailando al son de la música disco, que generaba locura por ese entonces. La pareja en cuestión fue integrada por dos famosos personajes del ambiente artístico chileno de entonces: la entonces modelo Ana María Vélez y la primera voz del internacionalmente famoso conjunto Los Huasos Quincheros, Benjamín Mackenna.